# Musica Vitae
Musica Vitae är en kammarorkester från Växjö. Orkestern, som idag är en del av Musik i Syd, växte fram ur Regionmusiken i Kronoberg: en stråkkvintett fanns från och med 1977, byggdes senare ut med två tjänster till den större "Regionmusikens stråkensemble" (1979) för att i januari 1980 debutera som niomannaensemblen Musica Vitae. Orkestern är idag i en 15-mannaensemble. Orkesterchef är Emily Tatlow och konstnärlig ledare Benjamin Schmid. De har sin hemmascen på Nygatan 6 i Växjö. 
Musica Vitae har under hela sin verksamhetstid uruppfört en stor mängd nya verk (fler än 150), skrivna direkt för orkestern. Dessa verk är skrivna dels av svenska kompositörer, dels av kompositionsstuderande vid landets tre största musikhögskolor. Under årens lopp har många internationellt erkända, svenska såväl som utländska, solister och dirigenter gästat ensemblen.[källa behövs] Orkestern möter även den publiken i konserter för barn och ungdomar från förskoleåldern och uppåt.
Musica Vitae genomför regelbundet projekt som införlivar även andra konstformer som exempelvis dans. Orkestern framträder i hela södra Sverige samt i Sveriges stora konserthus. Gästspel i utlandet omfattar England, Portugal, Tyskland, Frankrike, Polen, Italien, Spanien, Kina, USA med flera länder. Under USA-turnén gavs fem konserter på lika många orter. Bland annat i Carnegie Hall, New York. 
Musica Vitaes diskografi innehåller drygt 25 titlar. Repertoaren innehåller såväl barock, wienerklassicistisk och romantisk som nutida experimentell musik. Tre av inspelningarna har varit Grammisnominerade, år 1998, år 2007 och år 2020. Orkestern förekommer flitigt i radio och TV.

## Repertoar i urval
- "Priaprism" (Mårten Josjö)
- "Missa Brevis" (Sven-David Sandström)
- "Cimmerian darkness" (Kent Olofsson)

## Priser och utmärkelser
- 1995 - Expressens kulturpris Spelmannen[8]